# کیم مین جونگ (بازیگر)
کیم مین-جونگ (کره‌ای: 김민정؛ زادهٔ ۳۰ ژوئیهٔ ۱۹۸۲) بازیگر اهل کره جنوبی است. او در مجموعه‌های تلویزیونی بخش قلب (۲۰۰۷)، تاجر گک جو (۲۰۱۵)، تن به تن (۲۰۱۷)، آقای آفتاب (۲۰۱۸)، همشهریان من (۲۰۱۹) و قاضی شیطان (۲۰۲۱) ایفای نقش کرده‌است.